# ラチェット&クランク (ゲーム)
『ラチェット&クランク』（ラチェットアンドクランク、Ratchet & Clank）は、ソニー・コンピュータエンタテインメント（SCE）より2002年12月3日に発売されたPlayStation 2用アクションゲームである。インソムニアックゲームズがサーニーゲームズ、ノーティドッグの協力を得て開発した、ラチェット&クランクシリーズの第1作目。本作の続編については、ラチェット&クランク2 ガガガ!銀河のコマンドーっすを参照。
2016年にはPlayStation 4にて本作のリブート版『ラチェット&クランク THE GAME』とそれをベースにしたアニメ映画『ラチェット&クランク THE MOVIE』が制作された。日本では2016年8月9日にリリースされ、アニメ映画は劇場公開せずにゲームソフトとの同梱版も発売された。
2012年9月6日には、シリーズ10周年を記念して、初期の三作品『ラチェット&クランク』『ラチェット&クランク2 ガガガ!銀河のコマンドーっす』『ラチェット&クランク3 突撃!ガラクチック★レンジャーズ』をHD化し、PlayStation 3向けに移植した『ラチェット＆クランク1・2・3 銀河★最強ゴージャスパック』が発売された。
2014年6月のE3で、『ラチェット&クランク』のリマスター版がPlayStation 4向けに開発中であることが発表された。このゲームは『ラチェット&クランク THE GAME』として2016年8月9日に発売された。

## ゲームプレイ
『ラチェット&クランク』は、プラットフォーマー、アクションゲーム、シューティングゲームなど、数多くのジャンルを組み合わせている。基本的にはラチェットを操作してプレイするが、クランクを操作するエリアもある。カメラは三人称視点だが、プレイヤーが周囲の状況を見るための一人称カメラも用意されている。スキルポイントと呼ばれる隠し要素が30種類用意されている。特定の条件を達成するとスキルポイントが得られ、一定数のスキルポイントを集めるとさらなる隠し要素が開放される。

### 武器とアクション
プレイヤーは2種類の武器を持った状態でゲームを始める。1つはオムニレンチ8000という標準的な近接武器で、振り回して敵を倒したりブーメランのように投げたりロープを滑ったりすることができる。もう1つはバクダングラブで、近くに爆弾を投げることができる。敵を倒すと大量のボルトやナットが散乱するが、これはゲーム内通貨であり、集めることで各惑星にあるショップで新しい武器や弾薬を買うことができる。この通貨は収集できる量に上限がなく、いつでも以前の惑星に戻れるので、再出現した敵を倒して大量に集めることができる。2周目では敵から出てくるボルトが2倍になるので武器がより買いやすくなる。収集した武器は2周目にも引き継がれる。
小さな敵を吸い込んで発射する大砲や、火炎放射器、マシンガン、地雷、誘導ミサイルなど、収集できる武器は35種類用意されている。こうしたさまざまな武器を使って敵を倒すことができるが、特定の状況では特定の武器がより効果的になるように設計されている。水を出し入れするアクアタンクのようにパズル用に作られた装備もあり、一部のエリアはこうした装備がないと通過することができない。
ラチェットは走ったり、二段ジャンプしたり、ぶら下がったりなど、さまざまなアクションを最初から行うことができる。またレンチを使った特殊攻撃も用意されており、これも最初から使うことができる。一方でクランクは最初は機能がないのだが、部品を購入してクランクを改造することで、ロングジャンプ、ハイジャンプ、滑空などの新たなアクションが使えるようになっていく。

### レベルデザイン
『ラチェット&クランク』ではさまざまな惑星を冒険していくが、プレイヤーが次にどこへ行けばいいのかは明かされない。ほとんどの惑星には複数の目標があり、通常はステージの開始地点から道が2〜3つに分岐している。それぞれの経路の終点では何らかの報酬が得られるが、地形のループ構造や、終点に置かれているテレポート機器、またはタクシーのおかげでステージの開始地点まですぐに戻ることができるようになっており、大きく後戻りする必要がない。通常のステージの他に、ホバーボードに乗ってレースをするステージや、スターファイターを操縦して空中戦をするステージ、回転式砲塔を操作するステージもある。
ステージの終点ではインフォボットと呼ばれる小さなロボットが手に入る場合がある。このロボットには傍受した敵の通信、ニュース番組、広告などの短い動画が記録されており、このインフォボットを入手することで次の惑星に移動できるようになる。ゲームでは進行状況が頻繁にセーブされるため、長い距離をやり直す必要がない。

## キャラクター

### メインキャラクター
ラチェット
声：津村まこと
種族は「ロンバックス」。朽ち果てたソーラーシステムを改造して、自分だけの宇宙船を造ろうと努力していたが、どうにも上手くいかない独学メカニック。夢は、宇宙英雄「キャプテン・クォーク」のように、自分で造った宇宙船で冒険することである。
当初は憧れのキャプテン・クォークに助けを求めて宇宙に飛び立ったが、そのクォークに裏切られて夢を見失った事で自暴自棄になり、「自分勝手に生きてやる」と冒険をやめようとした。しかしクランクの発破とクォークへの怒りによってなし崩し的に冒険は続き、クォークを倒した後は自らの意志でBBBの野望を阻止する事を決意（ゴーダシティが廃墟になった映像を見てクランクに「クォークにばっかりこだわっていたがビッグボスは本当にヤバい奴だ」と言って謝罪していた）。やがて故郷の星ベルディンが「デ・プラネタイザー」の標的になっている事を知り、BBBとの決戦に向かう。
クランク声：大川透
銀河征服を企むBBB（ビッグ・バッド・ボス）のロボット工場で間違えて製作されてしまったロボット。すぐに脱出したが追跡されて撃墜されてしまい、ベルディンに不時着。ラチェットに発見されて相棒となり、意見の相違から度々衝突するも徐々に友情を深めていく。BBBを倒した後はベルディンにあるラチェットの家に住む事になった。尚、名前である「クランク」はラチェットがつけた名前。
常にラチェットの背中に背負われているが、時にはラチェットの背中から離れ、単独行動することもある。ステージが進むと改造が受けられるようになり、さらに高くジャンプできるようになったり、水中を速く移動できたりするようになる。また、特定の場所では、巨大化して敵を蹴散らすこともできる。
BBB（ビッグ・バッド・ボス）声：後藤哲夫
ブラーグの指導者。通称ビッグ・ボス・ドレック。人口増加・環境汚染により死の惑星と化したブラーグの惑星「オークソン」の代わりの移住先として、いくつかの惑星から奪った美しい部分だけをツギハギしたブラーグのための新たな惑星を造ろうとしている。
しかし実は、オークソンを死の惑星にした張本人は他でもない彼であり、すべては己の金儲けのためだけの計画であった。最終的に新たな惑星は完成し、その惑星を配置するのに邪魔な惑星であるベルディンを破壊しようとし、ベルディンに巨大レーザー兵器「デ・プラネタイザー」を配置する。自らロボットに乗りこみデ・プラネタイザーの上でラチェットを迎え撃つが、結局計画はラチェットに阻止され、新たな惑星諸共デ・プラネタイザーに撃たれて破壊された。
キャプテン・クォーク声：乃村健次
ラチェットのあこがれの銀河のヒーロー。映画・CMなどにも多数出演。ラチェットは最初、この人物に助けを求めるために冒険をしていた。しかし、彼は自身のスポンサーであるBBBと敵対する人物であるラチェットを惑星アンブリスに誘い込み、スナグルビーストで倒そうとする。それに失敗した後、自ら宇宙船に乗り込み、ムーンベースG上空でラチェットとドッグファイトをすることとなる。その戦いでラチェットに敗れた後、スティーブという偽名を使いセールスマンとなるがラチェットにあっさりバレてしまう。しかし、このことが2作目では大変重要なこととなる。

### 敵キャラクター
ブラーグ族
BBB（ビッグ・バッド・ボス）が指揮する下品で醜い種族。ロボット兵器も所持している。ブラーグ族のふるさとである惑星オークソンは、最悪なレベルにまで環境汚染されている。
エイリアンクイーン
ネビュラG34で登場した雌のエイリアン。噛みついて攻撃するほか、エイリアンを呼ぶこともある。
スナッグルビースト
クォークアジトQで登場した巨大な怪物。溶岩地帯で戦うため、炎を使った攻撃を得意とする。
スターファイターQ
ムーンベースGで登場。キャプテン・クォークが乗り込んだ宇宙船。ラチェットとクランクは「ジェットファイター」に乗り込み宇宙空間で戦うことになる。
ウルトラスペシャルグレートBBメック（USGBBメック）
わくせいベルディン（2回目）の最終地点で登場したラスボス。BBBが乗り込んでおり、かなりのパワーと耐久力をもつ。
その他
各惑星に住む、野生のモンスターやガラメカテストロボなど。ブラーグとは関係ないが、ラチェットやクランクを敵視し襲ってくる。

### その他のキャラクター
全編に登場
ヘルプデスク声：田中敦子
ラチェットやクランクに通信機越しに操作方法や攻略のアドバイスを教えてくれるヘルプボイス。その正体はロボットで、わくせいカレボIIIのガラクトロン本社から指示を送っている。美人かと期待したラチェットは落胆したが、逆に興味の無かったクランクは惚れた。ラチェット達を応援していたらしく、社に内緒でマップオートマチックをくれる。
ガラクトロン・ショップ店員声：山崎たくみ
新種のガラメカや弾薬を売ってくれる「ガラクトロン・ショップ」の店員。陽気な口調が特徴。

わくせいノバリス
ノバリス市長声：長島雄一（現：チョー）
クレイターシティの長。ビッグ・バッド・ボスがもちかけた、わくせいノバリス破壊の承諾を断り拘束されたがラチェットに助けられる。
デカケツ親父声：宝亀克寿
クレイターシティに住んでいるケツのデカい親父。わくせいノバリスが危機に陥っていることを知りクレイターシティから離脱した。修理業を行っているようで、わくせいバタリアで再登場するほか、以後の作品でもたびたび登場する。

わくせいケルバン
フィットネス・トレーナー声：くじら
フィットネスコースの最終地点にいる大柄な体格の女性。コースをクリアした者に贈られるはずのスイングショットの代金を理不尽な理由で要求する。第3作で「ヘルガ」として再登場する。
ふとっちょアル声：高戸靖広
「Mr.アルのロボ工房」を営んでいる青年でメカオタク。メガネをかけており、太めの体格をしている。機械に関する腕前は確かで、クランクにヘリブースターを取り付けてくれる。以後の作品にもたびたび登場。

わくせいアリディア
スキッド・ミックマークス声：高木渉
緑色の肌をしたボードレースのプロフェッショナル。恐竜のような尻尾が生えている。乗っていた船がわくせいアリディアに墜落。一命は取り留めたものの、足をくじいてしまう。ある条件を満たせば新品のホバーボード「Z3000」を譲ってくれる。第3作ではメインキャラクターの1人として再登場した。
スキッドのマネージャー声：斎藤志郎
名前不明。アリディア墜落後も携帯がつながらない事ばかり気にしているなどどこか間が抜けている。スキッドと同じく緑色の肌で尻尾も生えている。スキッドが足をくじいてレースに参加できなくなったため、代わりにラチェットにレースに出るよう頼んでくる。

わくせいユードラ
ロボット副官声：岸祐二
ビッグ・バッド・ボスの部下。わくせいユードラの森林移植計画の司令官。

ネビュラG34
科学者声：岡野浩介
BBステーションで働いていた科学者。小柄な体とは裏腹に高慢だが、根は臆病。エイリアンから救ってあげると、お礼に、技術的に不可能と言われていたが開発に成功して特許出願中だったグラインドブーツを安く売ってくれる。

わくせいキャナル
ダーラ・グラッチ声：園田恵子
どんな状況でも冷静なTVレポーター。わくせいキャナルのホバーボードの受付付近で報道特別番組『宇宙 あの星 この星』の中継をしていた。わくせいオルタニスでも別番組の企画で登場。
R.Y.N.O.セールスマン声：藤原啓治
ブラックウォーターのダウンタウンにいる怪しげな男。裏取引で銀河最強の武器とも言われる「ランチャー・ナンバー8」を売ってくれる。「R.Y.N.O.」とは英語版におけるランチャーシリーズの通称。
ホバーボードレースの受付声：安達忍
わくせいキャナルのホバーボードレースの受付係の女性。ちなみにクォークのCMにもちらっと出演している。
クォークの用心棒声：北川勝博
わくせいキャナルに停泊中だったクォークのトレーラーを警護していた体格の良い男。時給（6ボルト）が安いことに不満を抱いており、クォークとの面会を希望するとボルトを要求してくる。クォークの事を最初は「キャプテン・クォークさん」と呼ぶが、二回目は「キャプテン」になり、最後は「クォークのやろう」とどんどんと口が悪くなっていく。

わくせいバタリア
コマンドー声：水野龍司
クロントス要塞にいた軍隊の指揮官（コマンドー）。敵の爆撃に遭うが臆病風に吹かれた部下が皆逃げ出してしまったため、別の援軍を要請する。
脱走兵声：大川透
クロントス要塞の逃げ遅れた兵士。逃げたいがお金がなく困っている。

わくせいポクタル
リゾートのオーナー声：緒方愛香（現：岡田吉弘）
ホワイリゾートのオーナー。近頃ブラーグがリゾートの海水を汚染したせいで、経営中止に追い込まれてしまい困っている。
Mr.ボブ声：渡辺穣
ホワイリゾートに店を構える機械工。わくせいケルバンのアルの兄弟。アルとは対照的に細身。ボブもメカに関してはかなりの技術を持っており、クランクにジェットブースターを取り付けてくれる。
発明家声：落合弘治
ホワイリゾートの地下でラリタニウム鉱石を探している。発明家らしいが海パンにゴーグル姿で登場。

わくせいホーベン
探鉱者声：斉藤次郎
わくせいホーベンの鉱山を掘る仕事をしている体格の良い男性。ラリタニウムを含む硬い岩にぶつかってドリルが壊れてしまった。
エドウィーナ声：田中敦子
わくせいホーベンの奥地でロボ工房を営んでいる女性。ロボット好きらしくクランクには愛想がいい。同じくロボ工房を営むアルやボブとの関係は不明。

わくせいオルタニス
スクラップ商人声：菅原淳一
　ゴーダシティ廃墟を進んでいったところでガラクタを売っている商人。空爆に遭って以来客が途絶えてしまっている。

わくせいカルトゥ
エンジニア声：佐藤祐四
わくせいカルトゥにいるエンジニアで、ロボットを巨大化する機械を開発した。BBBの命令に従ってしまった事を、死ぬべきか考えるほど後悔している。
ロボット製造マシン声：なし
わくせいカルトゥのロボット工場のコンピュータ。ブラーグ軍のロボやクランクもこのコンピュータによって生み出された。意思を持っており、クランクからは「ママン」と呼ばれていた。

わくせいカレボIII
CEO声：川久保潔
ガラクトロン社のCEO（チーフ・エグゼクティブ・オフィサー）。ガラクトロン本社でホバーボードの新しいスターを探している。

## ストーリー
銀河の辺境、惑星ベルディンに住むロンバックス族の少年、ラチェット。彼の夢はお茶の間で大人気のヒーロー、キャプテン・クォークのように宇宙を冒険し、有名になることだった。ラチェットは夢をかなえるため宇宙船を開発していたが、宇宙船の起動に必要な「ロボット起動キー」がないため、途方に暮れていた。同じ頃、ブラーグが支配する惑星カルトゥのロボット工場で1体の不良品ロボットが誕生した。ロボットは偶然発見したインフォボットと共に、ブラーグの魔の手を逃れるため宇宙船で脱出する。しかし、ロボットの乗った宇宙船はブラーグによる追撃の結果、攻撃を受け惑星ベルディンに墜落してしまう。
墜落する宇宙船を目撃したラチェットは、赴いた墜落現場でロボットのようなパーツを見つけ回収する。そのパーツは実はロボットそのもので、ロボットはラチェットに「銀河の危機を救ってくれるヒーローを探している」と話し、自らが持ってきたインフォボットを見せる。そのインフォボットでは、ビッグ・バッド・ボスという人物が、自らの母星が人口過剰と深刻な環境汚染により住めなくなったことから、新たな惑星を建造する計画を立てているということを話していた。しかしビッグ・バッド・ボスは、その計画を達成するために、生命が存在する他の惑星を破壊してありったけの資源を略奪しようとしていたのである。
ラチェットは助けてあげたいが宇宙船が動かないと話すが、そのロボットには宇宙船の起動に必要な「ロボット起動キー」が内蔵されていた。そうして、ふたりは宇宙船に乗り込み、惑星ベルディンを後にする。宇宙を駆ける宇宙船の中で、ふたりは互いに自己紹介する。ロボットは「シリアルナンバーB5429」と名乗るが、ラチェットは「クランク」と名づけた。こうして、ふたりの銀河を股にかける大冒険の幕が上がった。
ラチェットとクランクは、ズガガ銀河で圧倒的な人気を誇るスーパーヒーロー、キャプテン・クォークに助力を求めることを決意する。惑星キャナルでクォークのトレーラーを見つけた彼らは、彼の私設本部がある惑星アンブリスで再会する約束を取りつける。ふたりはクォークが用意した障害物コースを突破するが、その直後、クォークの裏切りに遭う。実は彼は最初からビッグ・バッド・ボスに雇われており、完成した人工惑星の広告塔として高額な報酬を受け取っていたのだった。
クォークはふたりをブラーグの怪物「スナグルビースト」の巣に閉じ込めて抹殺しようとするが、ラチェットは難なくこれを退ける。裏切りに激しい怒りを覚えたラチェットは、ヒーローの夢を放棄しようと考えるが、クランクはそんなラチェットを「らしくない」と言って引き止める。険悪な関係となってしまったラチェットとクランクだったが、ロボット起動システムの影響でラチェット1人では宇宙船をスタートさせることができないため、仕方なく一緒に旅を継続する。
その後さまざまな惑星を調査してビッグ・バッド・ボスの情報を集めていく中で、ふたりは「ムーンベースG」というブラーグの月面基地を発見する。そこへ再びクォークが現れ、ビッグ・バッド・ボスの計画に干渉させまいとふたりに激しい宇宙戦を仕掛ける。壮絶な戦いの末、クォークの船は撃墜され、ラチェットとクランクは彼の墜落した惑星へと向かう。そこで復讐を果たしたラチェットは、ドレックの引き起こした破壊の惨状を目の当たりにし、初めて心から「誰かのために戦う」という意志を抱くようになる。そして、クランクと和解して、ビッグ・バッド・ボスの計画を必ず阻止することを誓ったのだった。
その後ふたりは惑星カルトゥへ戻り、ビッグ・バッド・ボスの次なる行動を調査する。そして、彼が惑星破壊兵器「デプラネタイザー」を使ってベルディンを破壊し、すでに完成した人工惑星をその軌道に移すつもりであることを突き止める。ラチェットはこの無慈悲な計画に怒りを燃やし、ビッグ・バッド・ボスを止めるべく急行する。
ベルディンでは激しい戦闘が繰り広げられ、やがて戦いの舞台はデプラネタイザー内部へと移る。対峙したビッグ・バッド・ボスは、ブラーグの母星を汚染したのは自分自身であり、それは新しい惑星を建造・販売することで利益を得るためだったと明かす。そして、同様の手法を繰り返し用い、今後も惑星を破壊して金儲けを続けるつもりであると語る。
ラチェットはビッグ・バッド・ボスの操る巨大メカを無力化し、彼を人工惑星へと放り込む。その後、デプラネタイザーを発射して惑星ごと破壊する。崩壊した惑星の破片がベルディンに降り注ぎ、ラチェットとクランクは巻き添えになりかけるが、クランクがラチェットを救い出す。しかしその際、クランクの腕は深刻な損傷を負ってしまう。ラチェットは「大丈夫だ」と声をかけ、去ろうとするが、すぐに引き返してクランクを家へ連れて帰り、自ら修理することを約束する。ふたりは肩を並べて、静かに故郷への帰路につくのだった。
エンドクレジット後のシーンでは、キャプテン・クォークがガラクトロンの商品「脱毛マッシーン」のCMを放映しているが、ラチェットとクランクは明らかに嫌悪の表情を浮かべる。クランクはホロビジョンの電源を切り、画面は暗転した。

## 開発

### Insomniac game #5

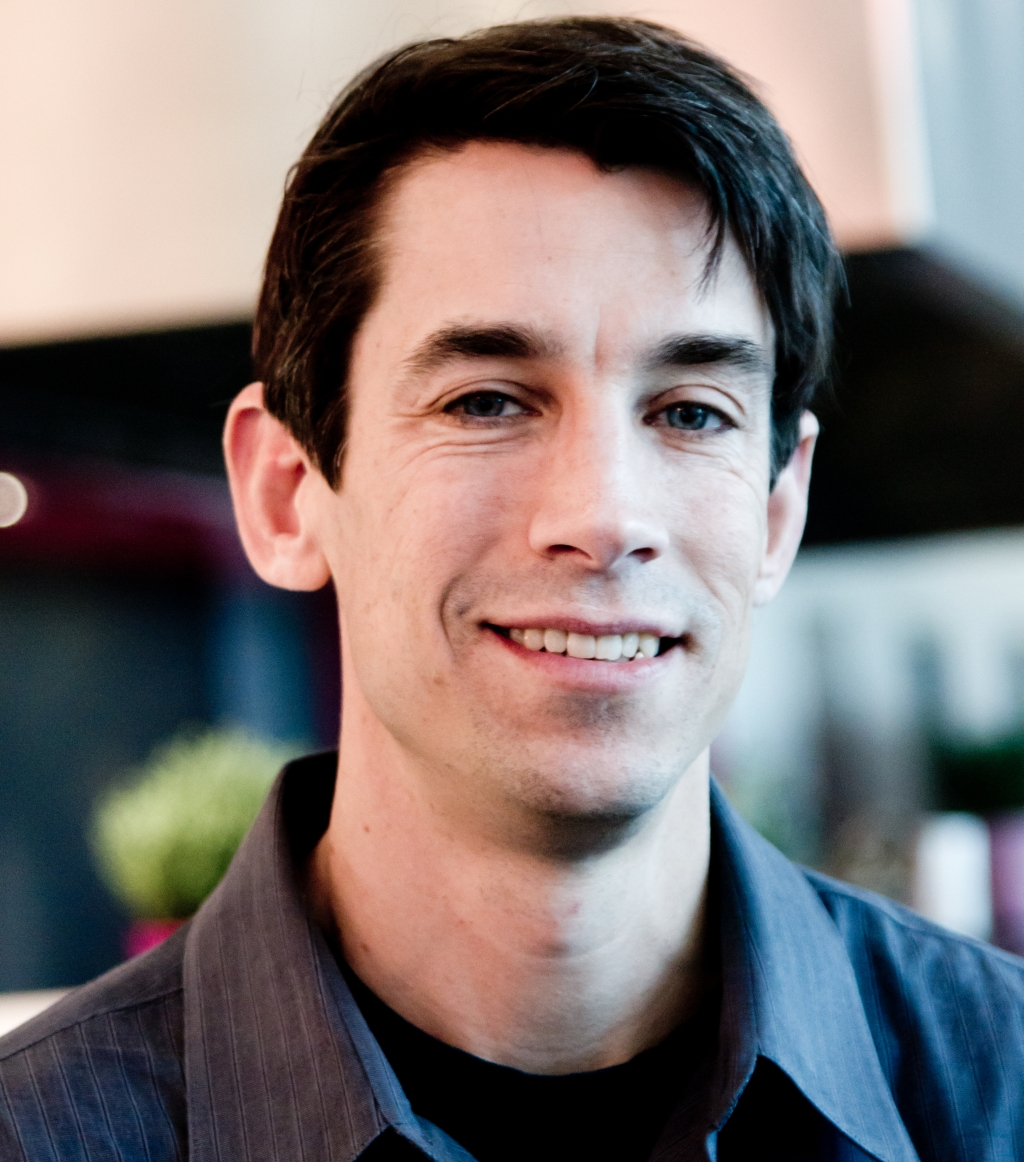
インソムニアックの創業者であり社長を務めるテッド・プライス

2000年の晩春、インソムニアックはPlayStation用ゲーム『Spyro: Year of the Dragon』の開発中だったが、PlayStation 2のローンチタイトルとして次に開発するゲームをどうするか決めなければならなかった。Spyroシリーズを終了させることは決定していたものの、次のゲームをプラットフォームアクションにするかどうかは迷っていた。20人が参加する会議で疲弊する人もいる中、何度も会議を重ねて選択肢を絞ろうとした。そしてたくさんのアイデアが提案された後、最終的にダークアドベンチャー的なコンセプトに決まった。明るい環境、漫画のようなキャラクター、プラットフォームのジャンルから離れ、よりリアルで没入感のあるゲームを作ろうとしたのだ。「I5（Insomniac game #5）」と呼ばれるそのゲームは魔法の杖を持った少女が主人公のゲームだったが、このアイデアをSCEAに売り込むと、インソムニアックはソニーと契約を結ぶことに成功した。そしてソニーの支援を受けながら開発を進めていった。
しかし数ヶ月経っても主人公の少女のデザインは決まらなかった。インソムニアックにとって人間のキャラクターを作るのは初めての経験だったため、上質なキャラクターデザインを生み出すことに苦労した。またチーム全体がこのプロジェクトに対してどっちつかずの態度をとっており、開発の士気も最悪だった。最初のプレイアブルデモが完成したものの、その内容は良いものではなかった。SCEAのエグゼクティブ・プロデューサーであるコニー・ブース（Connie Booth）は、アドベンチャーのジャンルが発売日に多すぎることや、インソムニアックの強みを発揮できていないことを指摘した。そして2001年3月20日、インソムニアックは魔法の杖を持った少女のゲーム（I5）の開発を中止し、自分たちの得意ジャンルであるアクションプラットフォーマーを作ることを決めた。

### ラチェット&クランクの制作
『ラチェット&クランク』のプリプロダクションは約35人のチームで2001年3月下旬に始まった。2001年11月に制作が始まり、開発の終わりまでにチームは45人になった。インソムニアックでは社員が自分の専門外の分野にも意見することが奨励されており、プログラマーがキャラクターデザインや物語に意見したり、アーティストがゲームシステムにアイデアを出したりして、社員全員が自由に意見を出し合いながら制作された。

#### メインキャラクターのデザイン

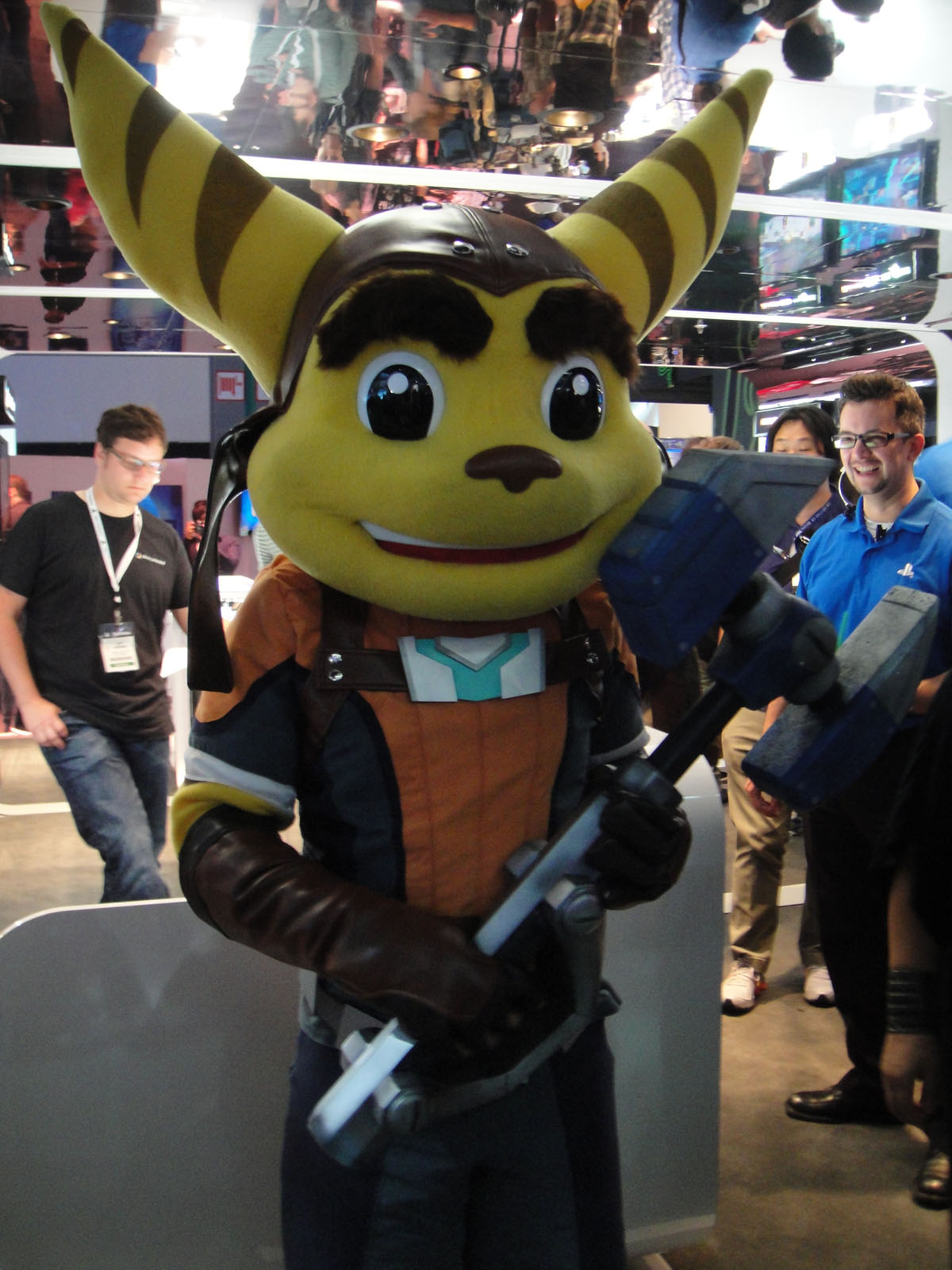
2011年のE3でのラチェット

開発者の一人、ブライアン・ヘイスティングス（Brian Hastings）はヒト型爬虫類のエイリアンが惑星を旅しながら武器や装備を集めていくというアイデアを思いついた。するとアート担当のデヴィッド・ゲルタン（David Guertin）が主人公のスケッチを開始し、アイデアがまとまっていった。当初のアイデアでは主人公は爬虫類だったが、やがて銀河を救おうとするロボットに宇宙航行について教えてもらう原始人になった。ゲルタンがネアンデルタール人のような造形を色々と試したあと、最終的に現在のラチェットのデザインが完成した。ラチェットの近接武器は最初は棍棒だったが、これがレンチに変わると、同時に主人公の職業も決まった。しかし、ラチェットの初期の造形は「海外モノ」という感じが強く、日本市場ではあまり受けないだろうと考えられた。そこで子供に対する訴求力を高めるため、原始人のような眉根の出っ張りを違和感なく見せるために、日本版のみラチェットの眉毛を太くした。
クランクの最初のアイデアは、ラチェットの相棒となる3体のロボットがいて、それぞれのロボットがラチェットの背中、腕、足に取り付けられるというものだった。ゲームの状況ごとにこれらのロボットが合体してトランスフォーマーのような相棒を作れるだろうと考えたが、これはとても複雑なものだった。開発者たちはこれではクランクの性格を描写する機会が薄くなっていると気づいた。そして数週間後、クランクは1体になり、現在のデザインになった。クランクがラチェットの背中に乗るという構想は最も初期に生まれたものだった。
開発者たちは主人公を2人にすることで「物語をより濃いモノにする」ことを目指した。偶然出会った2人が、互いに利益があるというだけの理由で行動を共にし、途中でケンカをしながら最後は友情が育まれるという物語構造を作ろうとした。

#### 武器のアイデア
開発者たちが最初に作った武器はファイヤーバーナーとサックキャノンだった。『Spyro』には武器が無かったため、開発チームにとってラチェットは新たな創造力を試す機会になった。またサックキャノンのおかげで、開発者たちは「自分たちは武器を作るときに少しクレイジーになれる」ということに気づいた。これは伝統的な武器から離れて、クレイジーな武器でパブリッシャーやゲーマーを驚かそうという方針を促すものになった。企画段階では60〜70種類の武器のアイデアが検討され、苦労しながら30ほどまで絞り込んでいった。インソムニアックは3ヶ月を費やして武器や装備のプロトタイプを作った。最初は面白そうに思えたアイデアも、実際に作ってみると上手くいかないことが多かった。ドリルを突き刺して敵を回転させるリボルバーレーター（Revolverator）や、レンチの代わりに魚を振り回すサバ1000（Mackerel 1000）などは実際に作ってみると面白くなかったのでボツになった。

#### シネマティック映像
『ラチェット&クランク』のカットシーンで最初に作られたのはアルのロボ工房の広告映像だった。開発者たちはこれまでと異なる方法で物語を表現するために、一種の社会批判として描くことを思いついた。インソムニアックの創設者で社長を務めるテッド・プライス（Ted Price）は、この広告映像のキャプテン・クオークに声優の声が当てられた瞬間に、ラチェット&クランクシリーズ全体の雰囲気が決まったと述べている。

#### ノーティードッグの技術提供
インソムニアックが「I5」の中止を決めた直後、ノーティードッグの創設者の一人であるジェイソン・ルービン（Jason Rubin）から電話があり、ノーティードッグが『ジャック×ダクスター』のために開発した技術を確認してみないかと尋ねてきた。彼の説明によれば、ノーティードッグの技術になにか改善点があればそれを伝えること、またインソムニアックが自社の技術を共有したくなったらそれを共有すること、それ以外のことは紳士協定によって何も求めないという内容の申し出だった。インソムニアックの開発者たちはノーティードッグの会社へ行き、独自に開発された背景レンダラーを確認した。そしてそのコードを持ち帰り、技術を習得していった。『ラチェット&クランク』のエンジン技術のほとんどはインソムニアックの社内で開発されたが、一部のレンダラーはノーティードッグが提供した技術を使った。この技術共有のおかげで『ラチェット&クランク』では巨大なステージの制作が可能になった。

## 音楽
『ラチェット&クランク』の音楽はDavid Bergeaudが作曲した。彼は映画『ジュラシック・パーク』や、インソムニアックが初めて開発したゲーム『ディスラプター』の楽曲制作に参加したことでも知られている。サウンドトラックは全42曲。
| #   | タイトル                                                      | 作詞 | 作曲・編曲 |
| --- | ------------------------------------------------------------- | ---- | ---------- |
| 1.  | 「Veldin - Kyzil Plateau」                                    |      |            |
| 2.  | 「Novalis - Tobruk Crater」                                   |      |            |
| 3.  | 「Novalis - The Caves」                                       |      |            |
| 4.  | 「Novalis - Underground Diving」                              |      |            |
| 5.  | 「Kerwan - Metropolis」                                       |      |            |
| 6.  | 「Kerwan - The Fitness Course」                               |      |            |
| 7.  | 「Kerwan - Chasing The Infobot」                              |      |            |
| 8.  | 「Aridia Outpost X11」                                        |      |            |
| 9.  | 「Aridia - Saving Skidd McMarx」                              |      |            |
| 10. | 「Aridia - Traversing The Fortress」                          |      |            |
| 11. | 「Eudora - Logging Site」                                     |      |            |
| 12. | 「Eudora - Scaling The Cliffs」                               |      |            |
| 13. | 「Nebula G34 - Blarg Station」                                |      |            |
| 14. | 「Nebula G34 - Clank In Space」                               |      |            |
| 15. | 「Nebula G34 - The Warship」                                  |      |            |
| 16. | 「Nebula G34 – The Warship’s Self Destruction」               |      |            |
| 17. | 「Rilgar – Blackwater City」                                  |      |            |
| 18. | 「Rilgar – Hovercon Intergalactic Hoverboarding Competition」 |      |            |
| 19. | 「Rilgar - Sewer Escape」                                     |      |            |
| 20. | 「Umbris - Qwark's HQ」                                       |      |            |
| 21. | 「Umbris - Captain Qwarks Snagglebeast」                      |      |            |
| 22. | 「Batalia - Fort Krontos」                                    |      |            |
| 23. | 「Batalia - Rail Grinding」                                   |      |            |
| 24. | 「Gaspar - Blarg Depot」                                      |      |            |
| 25. | 「Orxon - Clank's Second Foray」                              |      |            |
| 26. | 「Pokitaru - Jowai Resort」                                   |      |            |
| 27. | 「Pokitaru - Ratchet's Dogfight」                             |      |            |
| 28. | 「Pokitaru - The 'Scenic' Sewers」                            |      |            |
| 29. | 「Orxon - Ratchet On Orxon」                                  |      |            |
| 30. | 「Hoven - Bomb Factory」                                      |      |            |
| 31. | 「Hoven - Hydrodisplacer Puzzle」                             |      |            |
| 32. | 「Oltanis Orbit - Gemlik Base」                               |      |            |
| 33. | 「Oltanis Orbit - Captain Qwark's Ship」                      |      |            |
| 34. | 「Oltanis - Gorda City Ruins」                                |      |            |
| 35. | 「Oltanis - Gravity Boot Loops」                              |      |            |
| 36. | 「Quartu - Robot Plant」                                      |      |            |
| 37. | 「Quartu - Giant Clank!」                                     |      |            |
| 38. | 「Kalebo III - Gadgetron Site」                               |      |            |
| 39. | 「Veldin Orbit - Drek's Fleet」                               |      |            |
| 40. | 「Veldin Orbit - Destroying The Cannons」                     |      |            |
| 41. | 「Veldin in Peril- Kyzil Plateau」                            |      |            |
| 42. | 「Veldin in Peril - Chairman Drek」                           |      |            |

## 発売
『ラチェット&クランク』は2002年11月6日に北米とオーストラリアで発売された。欧州では2002年11月8日に発売され、日本では2002年12月3日に発売された。また日本ではソフトウェアだけでなく、PS2との同梱版である「アクションパック」も同時に発売された。西洋で開発されたゲームが日本のゲーム機に同梱されるのはこれが初めてのことだった。

## 評価

### 批評
『ラチェット&クランク』は発売時に批評家から肯定的な評価を受けた。GameSpotはゲームのプレビュー版をプレイした後「優れたグラフィックス、多様なゲームプレイ、緻密なコントロール」を備えていると述べた。踏み攻撃や回転攻撃などの近接攻撃ではなく武器を使った戦闘に重点が置かれているという点が、他のプラットフォーマーとの大きな違いの1つとして挙げられている。英国のゲーム雑誌Computer and Video Gamesは「巨大なラチェットを使って暴れることには、本当の満足感がある。（中略）がっしりした道具で敵をゴツンと殴るたび、見た目も音も感触も驚くほどしっかりしているのだ。（中略）さらに、これは銀河を冒険する過程で集めて使うどの武器にも同じことが言える」と述べている。GameSpotは、当時の一般的なプラットフォーマーとは異なり、このゲームでは来た道を後戻りする必要がないステージ構造になっていると指摘した。GameSpotは、2002年11月の月間最優秀PlayStation 2ゲームに『ラチェット&クランク』を選んだ。またその後、GameSpotが毎年開催している「PlayStation 2の最優秀グラフィックス（技術）賞」にも選ばれたほか、「PlayStation 2の最優秀グラフィックス（芸術）賞」にもノミネートされた。Gameplanetは「単純に言えば、今のところPS2で最高のプラットフォームゲームであり、恐らくどのフォーマットでも最高のゲームだ！」と述べた。
Eurogamerはゲームのグラフィックスを称賛し、特にキャラクターやステージのデザインが当時のPS2作品としては高品質であると指摘した。GameSpyはグラフィックスについて「度肝を抜かれる（mind-blowing）」と述べ、GameSpotはゲームの滑らかなフレームレートを称賛した。GameZoneはラチェットのアニメーションに注目し、そのアニメーションの細かさを称賛した。IGNは『ラチェット&クランク』の声優やその他のオーディオ要素は全般的によくできているとした。また『ラチェット&クランク』のAIについて、『ジャック×ダクスター 旧世界の遺産』ほどよくできているわけではないが、それでも他の部分では「意図的に滑稽で、いくぶん洗練されている」と評した。Gameplanetは、ステージの構造について、大きく引き返す必要がない点をよくできていると述べた。
ゲームのカメラは非難の対象になった。Eurogamerは『ラチェット&クランク』のカメラを時に「馬鹿げている（idiotic）」と感じ、ボス戦では自由に動かせるカメラではなくボスを中心に映すカメラのほうが遥かにいいと述べた。Allgameは『ラチェット&クランク』のメインキャラクターたちと感情的な絆を結ぶのは難しく、ラチェットとクランクのどちらにもあまり好感を持てないと述べた。ラチェットについては「興奮と冒険だけを求めている典型的なティーンエイジャー」であるとし、クランクについては「典型的な知識人であり、堅苦しく、間違いを犯してもほとんど上品ぶっている」と述べ、『ジャック×ダクスター 旧世界の遺産』のジャックとダクスターのほうが「限りなく好感を持てる」と評した。非難は物語にも向けられており、GameSpyは、ゲームが予想通りで、退屈で、ただ薄味になったと述べた。GameInformerは、最初の8ステージは「あくびが出そう」で、ゲームの前半部分では間違いなく退屈していたが、海洋惑星キャナルに到着するとゲームの激しさが上がり、このゲームが最高クラスのプラットフォーマーであることが明らかになったと述べた。GameProは、ゲームの冒頭の部分でプレイヤーが何も考えないままプレイしていることを指摘した。

### 売上
2006年7月までに『ラチェット&クランク』は米国で110万本売れ、3100万ドルの収益を上げた。ゲーム雑誌のNext Generationによれば、2000年1月から2006年7月までに米国でPlayStation 2、Xbox、ゲームキューブ向けに発売されたゲームの中で49位の販売本数だという。米国におけるラチェット&クランクシリーズ全体の累計販売本数は、2006年7月までに400万本に達した。2007年6月30日時点で全世界で370万本以上を売り上げた。

## 受賞
2003年2月27日、『ラチェット&クランク』は6th Annual Interactive Achievement Awardsの中で「Console Platform Action/Adventure Game of the Year」を受賞した。また「Game of the Year」と「Console Game of the Year」の候補にも推薦されたほか、「Outstanding Achievement」のアニメーション部門、アートディレクション部門、ゲームプレイエンジニアリング部門にも推薦された。

## ステージ
ゲーム中には多くの惑星が登場し、各惑星が1ステージを構成している。惑星間を移動するときには「スペースシップ」という小型の宇宙船を使用する。ゴールデンボルトは終盤で入手できるガラメカがないと獲得できない位置に配置されているものもある。
辺境惑星ベルディン「カイゼル高原」
ラチェットが生まれ育った故郷。ラチェットとクランクが初めて出会ったのもここである。辺境惑星だけあって未発達な惑星。クリア後は最終局面になるまで来ることができなくなり、クリア後は最初からやり直すしかないため、一度きりしか遊べないステージであり、ゴールデンボルトは配置されていない。
水源惑星ノバリス「クレイターシティ」
自然環境が豊かな惑星で、ビッグ・バッド・ボスの最初の標的となった。ステージ中は川の流れている場所が多く、水の流れが速い部分では強制的に流されてしまう。またステージの奥には高層ビルが見え、都市としても機能が発達していることが分かる。
大都市惑星ケルバン「テクノポリス」
高層ビルが立ち並ぶ、高度技術が発達した惑星。自動車が空を飛び交っている。キャプテン・クォークが宣伝していた店「Mr.アルのロボ工房」がある。
原語版の都市名は「テクノポリス」ではなく“Metropolis”である。それに従ってか、後の作品に再登場した際の日本語版名称は「メトロポリス」に変更されている。
開拓惑星アリディア「アウトエリアX11」
沼地が多い惑星。有名なホバーボード選手スキッド・ミックマークスの乗っていた船が不時着した。開拓惑星の名から資源開拓が盛んな惑星だとわかる。沼があり、連続で3回落ちると沈んでしまい、ミスになる(2回までならジャンプで上がれる)。
森林惑星ユードラ「フォレスタービレッジ」
森林生い茂る美しい惑星。しかしビッグ・バッド・ボスの命令で森林伐採計画が進行している。
ネビュラG34「開発拠点 BBステーション」
ブラーグの宇宙開発基地。新型ガラメカの開発やブラーグのミュータントの研究をしていると思われる。キャプテン・クォークの新たな手掛かりを求めて潜入することになる。
海洋惑星キャナル「ブラックウォーター」
ホバーボードレースで賑わいを見せる海洋惑星。キャプテン・クォークもこの惑星に停泊中だという。海に入ってもミスにはならないが、泳いでいると巨大な魚に捕食され、ミスになる。ここでホバーレースをプレイできるが、このホバーレースで優勝してもストーリーに影響は及ばない。また、水中を一定時間内に潜って脱出する箇所があり、ある個所ではそれを利用したスピードランも突破する必要がある。
原語版の惑星名は「キャナル」ではなく“Rilgar”となっている。「テクノポリス」同様後の作品に再登場した際の日本語名は「リルガール」に変更されている。
秘密惑星アンブリス「クォークアジトQ」
キャプテン・クォークのアジト。ヒーローを目指す者の修練場のような構成。ラチェットとクランクはクォークと話をするためにこのコースにチャレンジすることになる。アリディア同様に沼があり、こちらは一度落ちると沈んでしまい、ミスになる。
軍事惑星バタリア「クロントス要塞」
強大な力をもつバタリア軍。その中枢クロントス要塞にもブラーグが侵攻してきた。ブラーグに恐れをなした兵士たちが次々と逃げだしたため、現在バタリアは戦力不足となり応援を求めている。マグネブーツを入手した後でも、最短ルートではこのステージを二周する必要がない。
猛毒惑星オークソン「コンビナートピア」
大気がウイルスで汚染されている惑星。毒性が極めて強いため、O2マスクがなければラチェットは行動できない。既に放棄されているが、工場が廃液を出しているので工場はまだ稼働状態。毒沼があり、落ちてしまうとミスになる。一週目ではクランクのみで特定のエリアのみを進んでガラメカとインフォボットを入手し、二週目でラチェットが再びインフォボットを獲得しに行く必要がある。ステージを二周回するため、非常にステージの面積が大きい。
溶岩惑星ガスパー「ブラーグ補給所」
惑星全体が溶岩で覆われており、現在はブラーグの補給基地として使われている。ミッションが一つしかないが、最後まで進むと特定の場所に落下することで隠しステージに突入できる。溶岩は体力があれば2回まで落ちてもダメージを受けて熱がって飛び跳ねるだけだが、体力が1しか無いと沈んでミスになる。また、3回落ちると体力がまだあっても沈んでミスになる。
リゾート惑星ポクタル「ホワイリゾート」
銀河でも有名なリゾート地。ところがブラーグによって海が汚染されてしまい、今ではリゾート客もほとんど途絶えてしまった。
極寒惑星ホーベン「プラネットバスター工場」
全体が極寒の冠雪地帯である惑星。ビッグ・バッド・ボスの惑星破壊爆弾「プラネットバスター」の工場。鉱山もあるようで、貴重な「ラリタリウム鉱石」が取れる。水に落ちてしまうと、凍り付いてミスになる。
オルタニス軌道「ムーンベースG」
わくせいオルタニスの軌道に浮かぶ宇宙ステーション。オルタニスを破壊するための武器が積まれているという。
荒天惑星オルタニス「ゴーダシティ廃墟」
武器をもたない街「ゴーダシティ」。ブラーグの空襲に遭い今は廃墟となってしまった。常に雷雨に見舞われており、初回到着時にクランクが雷に打たれてしまう。そのため、この惑星のみクランク無しで進むことになる。
ロボ惑星カルトゥ「ロボット工場」
大量のロボット兵が製造されているロボット工場。最新鋭のハイテクロボ、ウルトラメックもここで作られている。クランクが製造されたのもこの工場である。
ハイテク惑星カレボIII「ガラクトロン本社」
銀河一のガラメカ製造会社「ガラクトロン」の本社があるハイテク惑星。ホバーボードオーディションレース場もあるが、以前と異なりこのレースは優勝が必須である。
ベルディン軌道「侵略艦隊 スペースシップBB」
ビッグ・バッド・ボスは惑星を破壊する兵器「デ・プラネタイザー」を完成させた。デ・プラネタイザーのありかを探るため、ここに忍び込むことになる。
辺境惑星ベルディン「カイゼル高原」（2回目）
ラチェットの生まれ故郷にして、ビッグ・バッド・ボスの最後の標的となった惑星。新しい惑星を軌道に乗せるため、ビッグ・バッド・ボスは邪魔なベルディンを消し去ろうとしている。本作の最終ステージであり、これまで手に入れたガラメカを総動員して進む必要がある。1回目と違って空が薄暗くなっている。ビッグ・バッド・ボスを倒してもセーブはできず、周回プレイを行った記録が残るニューゲーム用のデータのみをセーブできる状態になるため、先にゴールデンボルトやスキルポイントを全て入手しておくことが推奨される。

## ガラメカ（ぶき）
このゲームは様々な攻撃が出来るガラメカを駆使して敵を倒していくものであり、ガラメカの種類によって攻撃の方法が異なる。また、一部のガラメカはゴールデンウェポンを購入すると、カラーリングがゴールドになり、名称も「ゴールデン+ガラメカ名」になる。
バクダングラブ
照準が表示されているポイントに爆弾を投げつける武器。射程距離は短いものの、広範囲に爆弾の爆風が拡がるため、敵と密着している時に有効。ゴールデンウェポンになると、緑の爆風が起こる演出になり、範囲も拡がる。
ファイヤーバーナー
向いている方向に強力な火炎放射を浴びせる武器。射程距離は短いが移動しながらも放出できるため、同じ敵に攻撃し続けることが出来る。ゴールデンウェポンになると緑の火炎を放出する演出になり、射程距離も長くなる。
マシーンブラスター
銃弾を発射する武器。連射性能に優れており、若干の誘導性も備わっている。一部のボスはこの武器やロケットバズーカー以外でまともに攻撃することができない。ゴールデンウェポンになると、敵や壁に当たった銃弾が跳弾し、複数の敵に当たるようになる。
アクマングラブ
照準が表示されているポイントに自立攻撃をするロボット「ビックリドッキリメカボット」が入っている弾を投げる武器。弾からでたメカボットは近くの敵へと向かっていき、敵に当たると爆発して攻撃する。弾の姿が、敵のジェネレイターが放出し続ける小型ロボットに変形するボールとほぼ同じ。メカボットは段差をジャンプして乗り越える。ゴールデンウェポンになると、アクマンボットが大きくなり、爆発の範囲が拡がる。
ジライングラブ
照準が表示されているポイントに敵に反応する地雷を投げる武器。敵が近付くとトゲを生やして追いかけていき、当たると爆発する。ゴールデンウェポンになると、緑の爆風が起こる演出になり、範囲も拡がる。
シャベルスピーク
凄まじい超音波を発する武器。遠くの敵を誘き寄せたり、木箱等を破壊できる。攻撃力は無いので敵を倒すことは出来ない。
サックキャノン
小型の敵を吸い込み砲弾にして発射する武器。本作では木箱等は吸い込むことが出来ない。ブラーグ族の発明品だったがゴールデンウェポンが作られ、砲弾が緑の爆風を起こす演出になり、威力、吸い込める数が上がる。
ロケットバズーカー
誘導性の高いロケットを発射する武器。狙い打ちでは射程がほぼ無限に近い長さになる。ゴールデンウェポンになると、当たった弾が再度狙った敵に向かっていき、何度も攻撃するようになり、威力も上がる。とある場所ではビデオミサイルとどちらかの使用が必須になる。
パンチングラブ
近距離の敵に高威力のパンチを繰り出せる武器。弾薬がなく威力も高いが地上にいる時しか使えないため上空の敵には不向き。
ビデオミサイル
発射後も操作が可能なミサイルを発射する武器。発射すると視点が切り替わりミサイルを操作して敵に当てる事が出来る。ミサイルが離れすぎたりラチェットが攻撃を受けると強制終了し元の視点に戻る。ビッグ・バッド・ボス戦では射程が一気に短くなるため事実上使用が封じられる。
バルルングラブ
照準が表示されているポイントに敵を引き付けるデコイを投げる武器。敵の攻撃を受け続けると爆発する。ゴールデンウェポンになると、デコイのデザインが変わり、耐久力と威力が上がり、壊れた際にも付近にダメージを与える。
ボムシールダー
使用するとラチェットの周りに小型爆弾ロボが6つ現れる。敵に近づくと高速で飛んでいき爆発するほか、敵が攻撃してくると身を挺して庇い防ぐ。
サンダークロウ
強い電撃を出す武器。使用し続けると当たった敵とその近くにいる敵にも攻撃し続ける。ゴールデンウェポンになると電撃が緑色の演出になり威力と射程範囲が広がる。
メルモビーム
当て続けた敵をニワトリに変える武器。ほとんどの敵を無力化できるも、地上でしか使えない。原子分解ビームを研究中、偶然に産まれてしまった。しかしゴールデンウェポンが作られ、光線に緑の波動が加わる演出になり、変化させたニワトリも巨大になり囮になり、倒された際に爆破する。
ランチャーNo.8
1回で8発のミサイルを発射できる武器。銀河で最も危険なガラメカとされ現在は発売を中止している。とある人物から購入できるが非常に高額。

## ガラメカ（ほか）
前述のガラメカとは異なる、ステージを進むための仕掛けを解いたりするガラメカ。
スイングショット
空中に浮かぶスイングターゲットにロープを伸ばして遠くへ飛ぶことが出来る。ぶら下がる時にスティックで運動を掛けることができる。緑の物はその場で停止し、黄色の物はぶら下がり続けられる。必須ガラメカ。
アクアタンク
アクアパイプから水を出し入れできる。一度吸い出し用のパイプから吸うと、吐き出し用のパイプから吐けばまた吸える。必須ガラメカ。
スパイシリンダー
シリンダーロックに接続する。レーザーを全て緑色にするとロックを解除できる。必須ガラメカ。
ガラクトロンPDma
「パーソナル出前アシスタント」の略。ガラクトロン製の武器の弾薬をどこでも受け取ることが出来る。値段は店で買うよりも高い。このガラメカのみ一度購入するとクリア後もなくならず手持ちに残り、購入ミッションも発生と同時にクリア済みになる。
メタルレーダー
地面に埋まったボルトを磁力で引き上げることが出来る。埋まっているエリアにはアイコンが出る。
ホログラマー
ラチェットの見た目をロボットそっくりに変えることが出来る。バリアを張っているロボットに手を振るとバリアを解除してくれる。必須ガラメカ。
ヘリブースター
クランクのアップグレードの1つ。滞空時間は長いものの発動時間は遅い。必須ガラメカ。
ジェットブースター
クランクのアップグレードの1つ。発動時間は早いものの滞空時間は短い。空中で急降下するパワースラムが使え、スイッチが押せるほか敵にも攻撃できる。
ハイドロブースター
クランクのアップグレードの中でも、ガラクトロンのライセンスを受けていない非合法のもの。取得後は水に入ると自動で装備される。水中を高速で移動でき、強い流れにも逆らって泳げる。必須ガラメカ。
O2マスク
水中等で呼吸ができる。取得後は必要な環境に入ると自動で装備される。以降、クランク単独には一切切り替えられなくなる。必須ガラメカ。
ソニックゴーグル
1惑星につき1軒限りあるマウスハウスに近付いて開き、ロボマウスを呼び出すことが出来る。ロボマウスは一定の攻撃を終えたり、ソニックゴーグルを外したりなどすると消えてしまう。
パイロットヘルメット
ブラーグが発明した。ジェットファイターを操縦できるようになる。必須ガラメカ。
グラインドブーツ
グラインドレールを移動することが出来る。一度レールに乗るとゴールまで止まらずに移動し続ける。このレールは本来は乗り物が通るような線路らしく、カレボⅢの輸送システムが使っているというレールではモノレールと鉢合わせる箇所がある。必須ガラメカ。
マグナブーツ
マグナレールを移動することが出来る。ベータテスト中だった。レールに乗ると動きが鈍くなる他ジャンプすることと武器ガラメカ使用が出来なくなる。必須ガラメカ。

## アイテム
前者のガラメカとも異なる、特定の場所で必要であったり、ラチェットが常に身に着けていられる物。
ホバーボード
ホバーボードチャンピオンシップレースに参加できる乗り物。Z-3000の限定モデル。必須アイテム。
ネギリエイダー
相手の心を操り、ガラクトロンのショップで武器本体を普段よりも安く購入できる道具（ヘルプデスクから「非合法なので使用しないでください」と言われるが、入手した時点で効果は発揮される）。
ボルトグラバー
遠くのボルトを引き寄せることが出来る道具。
プラチナナノテック
ナノテック最大値が少し増える飲料。
スーパーナノテック
ナノテック最大値が沢山増える飲料。
マップオートマチック
惑星に隠されたアイテム等があるエリアが分かるようになるマシン。
ターボチャージャー
ホバーボードに装備されるマシンで、レースでトリックを決めるとエネルギーがチャージされ、ブーストを発動できる。
ラリタニウム
銀河で最も貴重なエネルギーの鉱石。必須アイテムではない。
コードボット
ある所の扉を開放する為のロボット。